# Думка (річка)
Ду́мка (Ровець) — річка в Україні, в межах Хмельницького району Хмельницької області та Жмеринського району Вінницької області. Ліва притока Рову (басейн Південного Бугу).

## Опис
Довжина 25 км. Площа водозбірного басейну 157 км². Похил річки 2,6 м/км. Долина трапецієподібна, завширшки до 1,5 км, завглибшки до 30 м. Річище звивисте, завширшки до 5 м. Є ставки. Використовується на технічне водопостачання. 

## Розташування
Бере початок біля східної частини села Радівці. Тече на південний схід, впадає до Рову на північ від села Межирів. 

## Населені пункти
Над річкою розташовані такі села (від витоків до гирла): Радівці, Васютинці, Лука-Барська, Рожепи, Слобода-Межирівська, Межирів, Мартинівка. 

## Притоки
- Річка без назви — ліва притока. Довжина річки 12 км. Площа басейну 47,7 км². Бере  початок у селі Клопотівці. Тече переважно на південний схід і впадає у Думку на північно-західній стороні від с. Слобода-Межирівська за 14 км. від її гирла.

- Річка без назви — ліва притока. Довжина річки 8,2 км., площа басейну - 32,6 км². Бере початок на західній околиці с. Петрані. Тече переважно на південний схід і впадає у Думку біля станції Дубки за 9 км від її гирла. Річку перетинає автомобільна дорога Т 0218

- Річка без назви — ліва притока. Довжина річки 7 км, площа басейну - 21,4 км². Бере  початок на південному заході від с. Чернелівці. Тече переважно на південний схід через села Квітка й Горяни та понад с. Лука-Барська і впадає у Думку за 34 км. від її гирла.

## Природа і стан річки
В басейні Думки немає жодного виробничого підприємства. Вода прозора і чиста, відстояна в семи ставах, найбільший із яких — Лопатинський. 
Його гребля сягає двісті метрів, довжина ставу 3 км. Водоскид збудовано так, що при спуску ставу вся риба потрапляє у рибозбірник, з якого її відловлюють і відправляють на реалізацію. У рибозбірнику жива риба може утримуватись тривалий час до повної її реалізації. Унікальність екологічного водного    середовища сприяла збереженню такої риби, як лин, від чорно-бурого до жовтого-оранжевого та мідно-золотистого в залежності від довколишнього середовища ставу. Лини полюбляють мулисте дно, що переходить у береговий очерет в заплаві. Гуртуючись в невеликі табуни, вони нерестяться і добре виживають серед інших видів риб, приміром, сріблясто-білих карасів. А жовто-червоні карасі були знищені ними — через поїдання їхньої ікри. Серед білих риб у ставу є верховодки, червонопері плітки, лящі і підлящики, з дрібних — парасочки. Дрібно-сріблясті рибки великими не ростуть, на них полюють хижі риби: окуні, йоршики, судаки, щуки. З донних риб трапляються ковблі, слизи, в'юни. З ракових і рачкових — циклопи і дафнії (ними живляться всі види риб), є раки, жабурниці. На ставі гніздяться птахи — крижень, чирки, бекаси, сірі чаплі, лиски, пірники, водяні бугаї, очеретянки, деркачі, курочки. Із звірів водяться ондатри, водяні миші, чорні водяні щури, видри, в прибережній зоні — зайці, лисиці, борсуки. Все лівобережжя в районі дач висаджено березами, окремі ділянки — дубом, місцевість добре просвічується і прогрівається сонцем. Верхній листяний настил сприяє росту грибів. Тут завжди чисте повітря, настояне на різнотрав'ї, насичене запахом лісу. Неповторна краса долини річки, ставу цілорічно приваблює людей у цей самобутній куточок Поділля з «Мар'їним утесом», «пробковим деревом», холодною джерельною водою, суничним запахом лісу. 